# A XVI-a Dinastie Egipteană
A XVI-a dinastie a fost un grup local din nordul peninsulei Sinai (Pelusium) ,ce a condus din 1663 î.Hr. până în jur de 1555 î.Hr..
Dinastiile a XV-a, a XVI-a și a XVII-a ale Egiptului Antic sunt se obicei grupate sub titulatura de A doua Perioadă Intermediară a Egiptului.
| Nume (Prenume)                        | Observații                                                                                            | Date      |
| ------------------------------------- | --- | --------- |
| -                                     | numele primului rege a fost pierdut din Lista Regilor din Turin și nu poate fi recuperat              | -         |
| Djehuty (Sekhemresementawy)           | – | 3 ani     |
| Sobekhotep VIII (Sekhemresewosertawy) | – | 16 ani    |
| Neferhotep III (Sekhemresankhtawy)    | – | 1 an      |
| Mentuhotepi (Sankhenra)               | – | 1 an      |
| Nebiryraw I (Sewadjenra)              | – | 26 de ani |
| Nebiryraw II                          | – | 3 luni?   |
| – (Semenra)                           | – | 1 an?     |
| Bebiankh (Sewoserenra)                | – | 12 ani    |
| – (Sekhemreshedwaset)                 | – | 3 luni?   |
| -                                     | numele a cinci regi plasați aici au fost pierdute din Lista Regilor din Turin și nu pot fi recuperate | -         |

Unele surse includ până la încă șase nume – Semqen, Khauserre, Seket, Ahetepre, Amu, și Nebkhepeshre (Apepi III) – ce nu sunt atestate altundeva. Acest grup pare a fi dispărut în totalitate înainte de 1555 î.Hr..